# Mesocnemis robusta
Mesocnemis robusta är en trollsländeart som först beskrevs av Selys 1886.  Mesocnemis robusta ingår i släktet Mesocnemis och familjen flodflicksländor. IUCN kategoriserar arten globalt som livskraftig. Inga underarter finns listade i Catalogue of Life.